# Belky János
Belky János (Miskolc, 1851. június 25. – Kolozsvár, 1892. november 12.) orvos, egyetemi tanár, igazságügyi orvosszakértő.

## Életútja
A gimnázium első négy osztályát szülővárosában az 5.-8.-at Egerben végezte. Az 1868/9-1872/3. tanévek alatt a budapesti egyetemen az orvosi tanfolyamot hallgatta. 1873. decemberben orvostudorrá, 1874-ben pedig sebésztudorrá, szülész- és szemészmesterré avatták. 1874. márciustól az év végéig a belgyógyászati kórházban mint díjazott gyakornok volt alkalmazva; 1874. végétől 1881-ig a törvényszéki orvostani tanszék mellett mint tanársegéd működött. 1879-ben ezen szak magántanárává habilitáltatott. 1881-83-ban a törvényszéki orvostani tanszéket helyettes tanárként töltötte be; 1883-ban a kolozsvári egyetemre a törvényszéki orvostan nyilvános tanárává neveztetett ki. Egyszersmind az ottani törvényszéki orvostani intézet igazgatója, az orvosi karnak 1885/6-ban és 1889/90-ben dékánja volt. Az erdélyi Muzeum-Egylet orvos-természet-tudományi szakosztályának elnöke volt. A tiszaeszlári gyilkossági per során Scheuthauer Gusztávval és Mihalkovics Gézával mint felkért igazságügyi ellenőrző szakértők szerepeltek, az ő szakvéleményeik alapján ejtették el a vádat.  
Írt az Orvosi Hetilapba és közegészségi melléklapjába (1876-82.), a Pester Med. Chirurg. Pressebe (1881.) a Természettudom. Közlönybe (1888.), és az Orvos-természettudom. Értesítőbe (1883. 1886. 1888.)
Fiatalon, 41 éves korában hunyt el. Törvényszéki orvostan című fő műve halála után 3 évvel tudott megjelenni Genersich Antal kiegészítéseivel.

## Munkái
- A törvényszéki orvostan alapvonalai. Budapest, 1880. (Ism. Orvosi Hetilap 1879., Pester Med. Chirurg. Presse 1880.)
- Elvetemültség és elmebetegség. (Egyetemi Beszédek. Kolozsvár, 1886.)
- Az orvosi tudomány és a büntetőjog. (Egyetemi Beszédek. Kolozsvár, 1890.)
- Törvényszéki orvostan. Budapest, 1895. (A Magyar Orvosi Könyvkiadó Társulat Könyvtára)